# Mixopsis bella
Mixopsis bella är en fjärilsart som beskrevs av W. Warren 1904. Mixopsis bella ingår i släktet Mixopsis och familjen mätare. Inga underarter finns listade i Catalogue of Life.